# Sveti Primož na Pohorju
Sveti Primož na Pohorju (Duits: Sankt Primon am Bachern) is een plaats in Slovenië en maakt deel uit van de gemeente Vuzenica in de NUTS-3-regio Koroška. De plaats telde 332 inwoners op 1 januari 2020.